# 比尔·米勒 (篮球运动员)
威廉·拉尔夫·米勒（英語：William Ralph Miller，1924年11月24日—1991年7月9日），美国前男子职业篮球运动员，曾效力于NBA联盟。